# آيت بخير (أفلا يسن)
آيت بخير هي إحدى مشيخات المملكة المغربية، تتبع جغرافيا لإقليم شيشاوة وإداريًا لأفلا يسن. يقدر عدد سكانها بـ 3896 نسمة حسب الإحصاء الرسمي للسكان والسكنى لسنة 2004.